# ワルサーP1
ワルサーP1(Walther P1)は、ドイツ連邦共和国（西ドイツ・統一ドイツ）で製造されていた自動式拳銃である。

## 概要
1956年、ドイツ連邦軍（西ドイツ軍）は大量に接収されていたナチス・ドイツ時代の制式拳銃ワルサーP38を制式拳銃として採用した。当時の連邦軍内に多かった旧国防軍出身者からの支持もあった為、採用にあたっての入札などは行われなかった。1957年からは一部改良を加えたものが新規に調達され始める。1963年10月まで、連邦軍における制式名には旧国防軍時代の「P38」がそのまま使われ、刻印も「P.38」のままだった。制式名の変更後は「P.1」に刻印が改められ、さらに軍用生産型を「P1」、民生用生産型を「P38」と呼び分けるようになる。
2004年、生産が完全に終了する。ウルムの工場から最後に出荷されたP38/P1の製造番号は473201で、この銃はカール・ワルサー社の産業博物館(Firmenmuseum)に保管されている。

## 運用
1956年の採用以降、P1は長らく連邦軍の標準拳銃として使用されてきた。1990年代に入ってからP8（H&K USPの派生型。9x19mm弾仕様）に更新されたものの、いくつかの部隊では依然としてP1が配備されており、新兵の訓練でもP1が使用される事がある。また憲兵隊(Feldjäger)や衛兵大隊(Wachbataillon)の隊員は、儀礼用制服の一部としてP1を装備している。特殊作戦用に消音器を装着したモデルも少数生産された。

## 構造

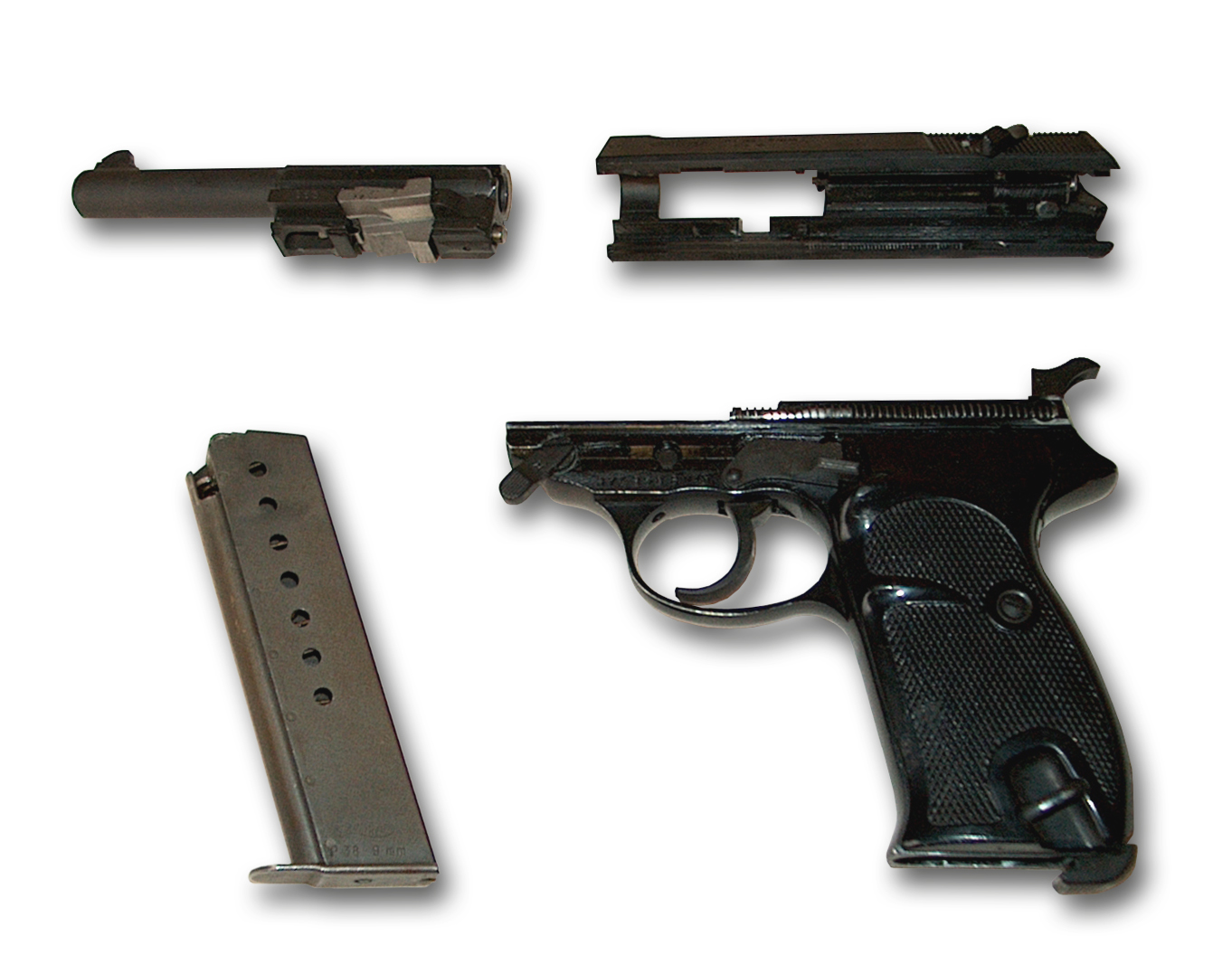
分解されたP1

P1はグリップ部、ボルト部、銃身、弾倉の主要な構造に分解することができる。これらの大部分はP38とほぼ同型だが、ナチス・ドイツ時代に製造された旧軍向け調達分のP38と1957年以降に新規製造された連邦軍向け調達分のP38/P1を比較すると細部に違いが見られた。その後も刻印の改定や部品の強化、材料の変更など、1990年代に第一線を退くまで各種の改良が加えられていった。この他、生産工場によっても微妙な違いがあるとされる。
- グリップフレーム素材は、P38のスチールからアルミニウム系の軽量合金に変更された。そのため重量が約160g軽くなっている。表面には黒色の保護処理が施されている。
- 閉鎖機構は、P38と同一のものだった。
- 銃身には、6条右回りのライフリングが施されていた。
- ファイアリングピンの断面は、P38の角型から丸型に変更された。
- 弾倉は、P38と同様の着脱式箱型弾倉である。9x19mmパラベラム弾を8発装填できる。
- グリップパネル素材は、P38の木・ベークライトあるいは鉄板から、ABS樹脂に変更された。